# Rana rupta et bos
Rana rupta et bos (1,24 – Der geborstene Frosch und der Ochs) ist eine lateinische Fabel aus dem liber primus der Fabulae des römischen Dichters Phaedrus.

## Die Fabel
| Das lateinische Original | Übersetzung (nach Kerler, 1838) |
| --- | --- |
| Rana rupta et bos Inops, potentem dum vult imitari, perit. In prato quondam rana conspexit bovem, et tacta invidia tantae magnitudinis rugosam inflavit pellem. Tum natos suos interrogavit an bove esset latior. Illi negarunt. Rursus intendit cutem maiore nisu, et simili quaesivit modo, quis maior esset. Illi dixerunt ‚bovem‘. Novissime indignata, dum vult validius inflare sese, rupto iacuit corpore. | Der geborstene Frosch und der Ochs. Ein Schwacher, der den Mächtgen spielet, geht zu Grund. Der Frosch sah einen Ochsen auf dem Anger einst, Und voll von Mißgunst über dessen Größe, blies Er auf die faltenreiche Haut, und fragte dann Die Jungen, ob nicht größer als der Ochs er sey? Doch sie verneintens. Wieder spannt er auf die Haut Mit größrer Macht, und fragte nochmals, wie zuvor, Wer größer wäre? Jene sagten drauf: der Ochs. Zuletzt ergrimmt er: während er noch heftiger Sich aufblies, platzt und stürzt er auf den Boden todt. |

## Interpretation
Die Fabel lehrt, dass man nicht etwas vortäuschen sollte, was man in Wirklichkeit nicht ist. Es wird appelliert, dass man zufrieden sein sollte, mit dem, was man hat und sich nicht dem Neid hingeben und begehren sollte, was andere mehr haben. Bei der Fabel handelt es sich um die fehlende Körpergröße, es kann auf Reichtum oder Macht übertragen werden. Die Sprichwörter „wie ein aufgeblasener Frosch“, „ein aufgeblasener Mensch“ oder „vor Neid bersten oder zerplatzen“ lassen sich von dieser Fabel herleiten.